# Îles Horn
Pour les articles homonymes, voir Horn.
Ne doit pas être confondu avec Île Horn, Île Horn (États-Unis) ou Île Horn (Australie).
Les îles Horn sont l'un des deux archipels composant le territoire d'outre-mer français de Wallis-et-Futuna, dans l'Océan pacifique.

## Toponymie
Le nom de l'archipel en français est Horn (comme pour le cap Horn, qui a la même origine) (Hoorn Eylanden), mais il doit son nom au port hollandais de Hoorn.
Ce nom a été donné par les marins néerlandais Willem Schouten et Jacob Le Maire, premiers Européens à visiter ces îles en mai 1616, dont l'expédition était partie de Hoorn ; l'un des deux navires de l'expédition s'appelait aussi Horn.
Aujourd'hui, l'archipel porte habituellement le nom de son île principale, Futuna (notamment parce qu'Alofi a été désertée et ne compte presque plus aucun habitant).

## Géographie

Les îles Horn.

Géographiquement, l'archipel est composé de deux îles : Futuna et Alofi. Administrativement, deux royaumes coutumiers, constituant deux circonscriptions administratives, sont inclus dans l'archipel : Alo et Sigave.

## Histoire
En 1837, deux pères maristes débarquent à Futuna et convertissent la population au catholicisme. Cependant, l'hostilité de certains chefs futuniens entraîne le meurtre de Pierre Chanel le 28 avril 1841. 
Le 29 novembre 1887, les rois coutumiers d'Alo et de Sigave signent un traité de protectorat avec la France ; le 5 mars 1888, Futuna et Alofi sont unifiées avec Wallis dans le protectorat de Wallis-et-Futuna.
En 1959, un référendum approuvé en majorité par les Futuniens annonce la fin du protectorat : deux ans plus tard, en 1961, Wallis-et-Futuna devient un territoire d'outre-mer.